# Hydrellia cessator
Hydrellia cessator är en tvåvingeart som beskrevs av Deonier 1971. Hydrellia cessator ingår i släktet Hydrellia och familjen vattenflugor. Inga underarter finns listade i Catalogue of Life.